# Biserica Caprei din Sopron
Biserica Caprei (în limba maghiară Kecske-templom) este o biserică romano-catolică din orașul Sopron, Ungaria. Edificiul este unul dintre cele mai frumoase exemple de arhitectură gotică din Ungaria.

## Istorie și arhitectură
Biserica a fost construită în anul 1280 de călugări franciscani, primind hramul Adormirii Maicii Domnului. Conform legendei, numele de biserica caprei vine de la o întâmplare petrecută înainte de construirea bisericii. Pe locul actualei clădiri, un hoț ar fi îngropat o comoară ce ar fi fost descoperită de o capră ce păștea. Conform altor surse, vine de la faptul că familia nobiliară Geisel, ce a donat bani pentru construirea locașului, avea drept simbol heraldic o capră. Ambele versiuni sunt considerate a fi adevărate.
Construită în stil gotic, biserica a fost renovată și extinsă între anii 1379-1409. De-a lungul timpului, aici au avut loc mai multe evenimente importante: șase adunări naționale (între 1553-1681), încoronarea regelui Frederic al III-lea (1625) și încoronarea reginei Eleonore-Magdalena de Neuburg (1681). Legenda spune că Ioan de Capistrano a ținut o predică în amvonul bisericii.
În anul 1787 împăratul Iosif al II-lea a desființat Ordinul Franciscan, ocazie cu care biserica a intrat sub administrația Ordinului Benedictin. În anii următori au avut loc lucrări de restaurare în stil baroc. Ultima restaurare a avut loc în anul 2007.

## Imagini

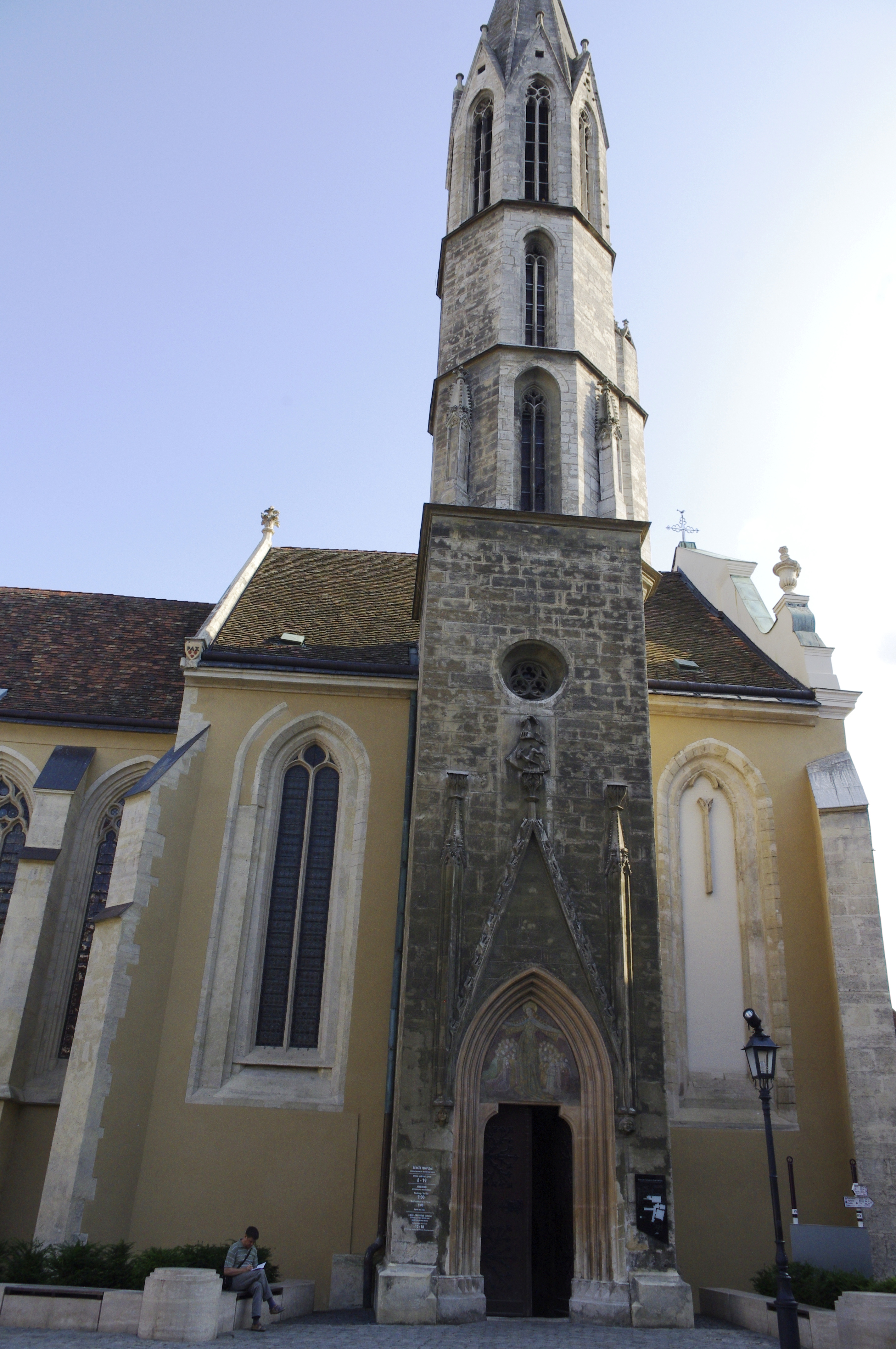
Turnul bisericii
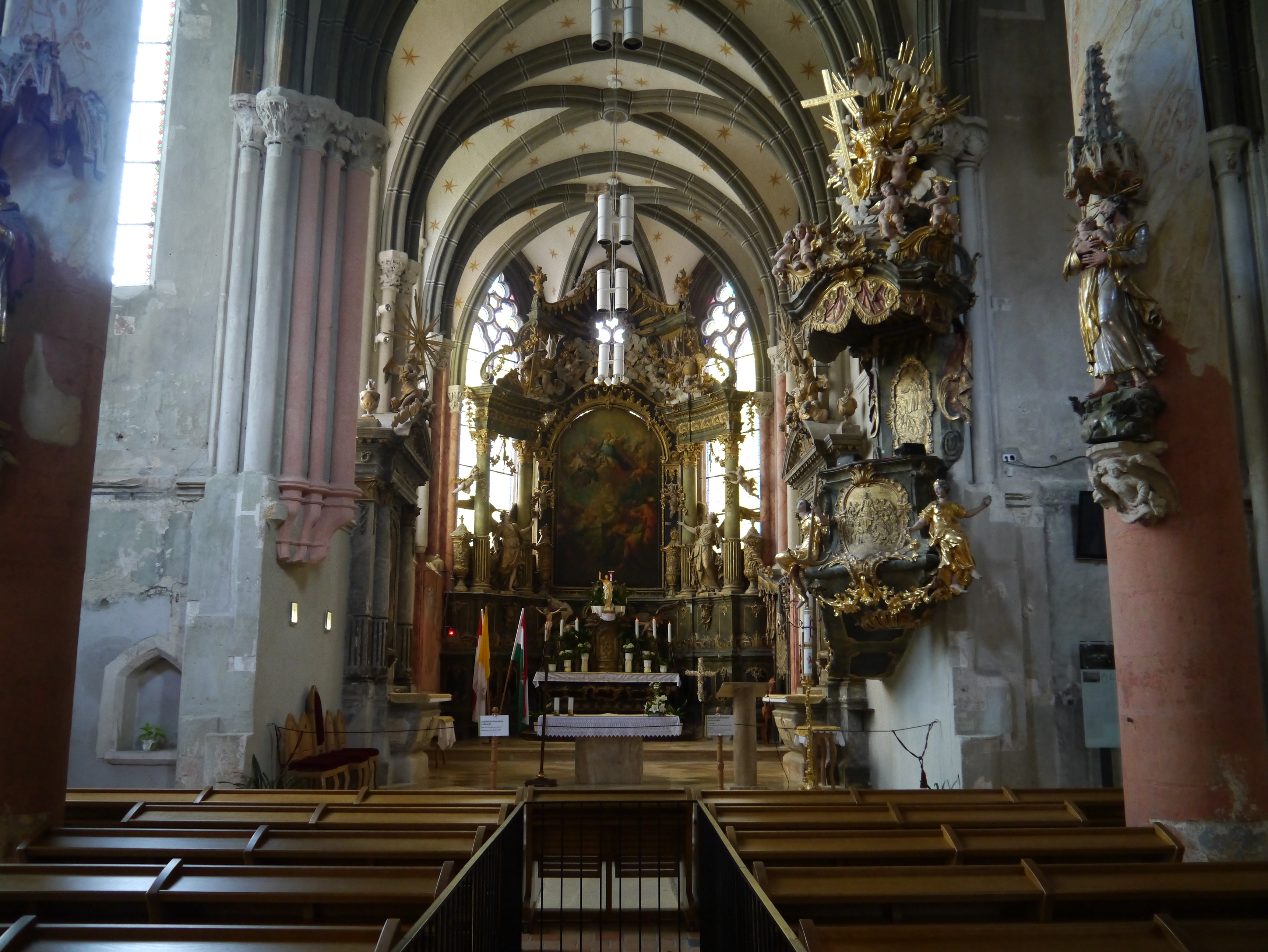
Interiorul
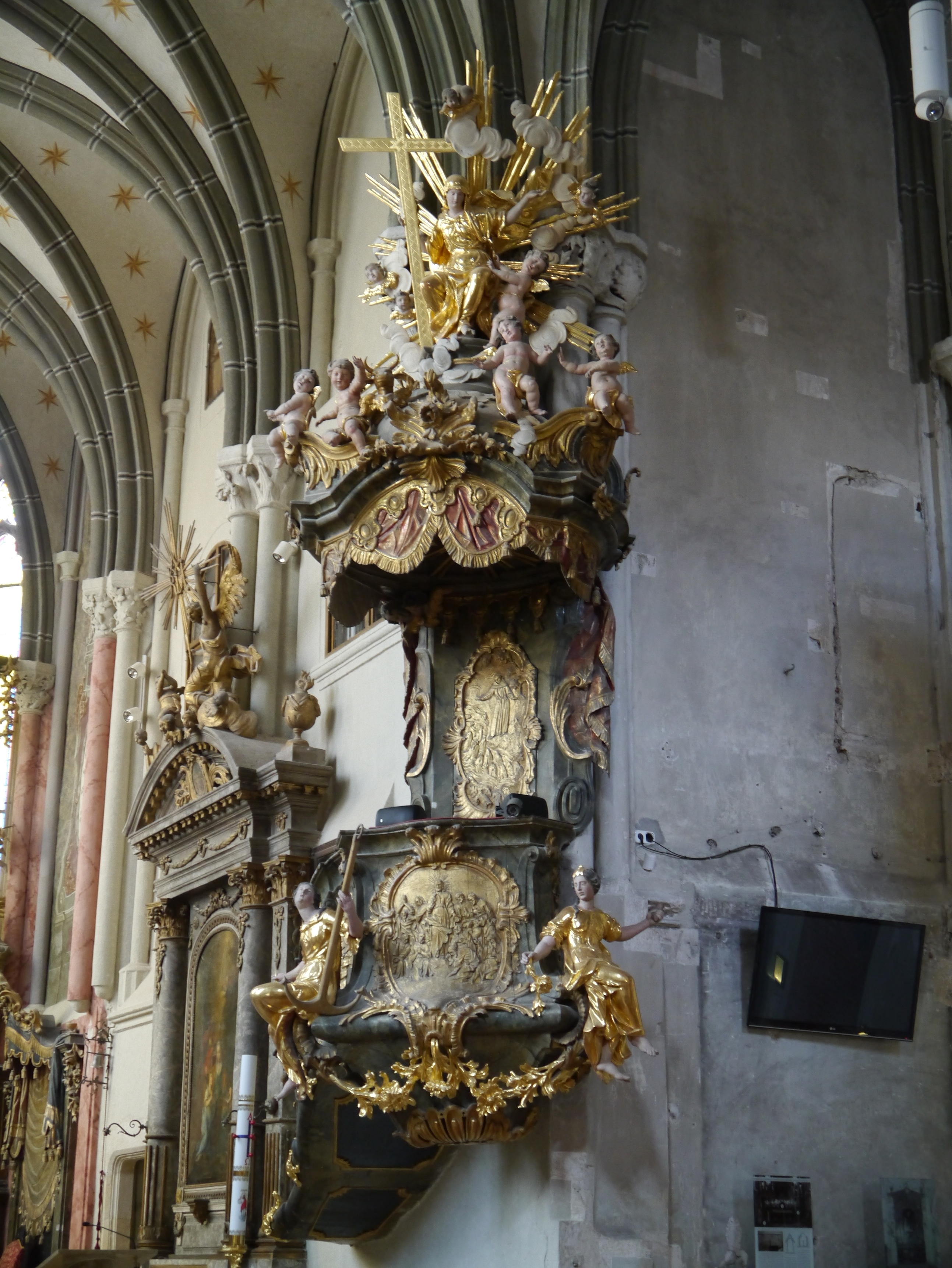
Amvonul
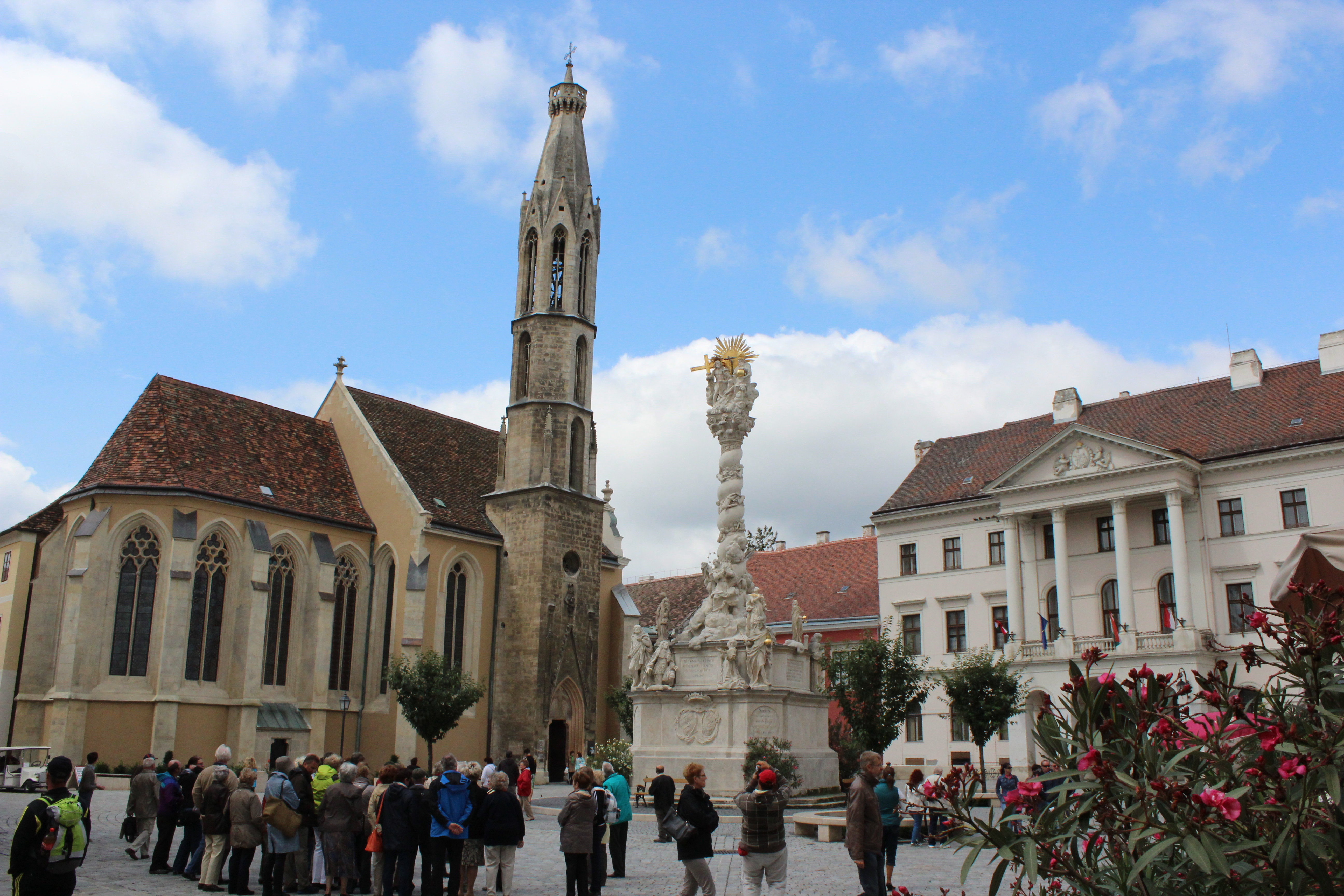
Turişti în vizită